# Erich Clar
Erich Julius Clar (* 23. August 1902 in Herrnskretschen, Böhmen; † 27. März 1987 in Estepona, Spanien) war ein deutscher Chemiker.

## Leben
Clar wurde in Deutschböhmen als Sohn des Holzhändler Karl Clar und Enkel des Landtagsabgeordneten Ignaz Clar im Haus Nr. 84 in Herrnskretschen geboren. Er studierte Chemie an der Technischen Hochschule Dresden. Dort promovierte er 1927 über polycyclische Aromaten, sein Doktorvater war Roland Scholl.  Von 1930 bis 1933 war er in einem Labor in Mailand tätig. Während des Dritten Reichs verhielt sich Clar unpolitisch und war nicht NSDAP-Mitglied. Von 1936 bis 1946 arbeitete er in seinem privaten Labor in seiner Heimatstadt. 1929 gelang ihm die Erstdarstellung des linear pentacyclischen Aromaten Pentacen, 1939 die Erstdarstellung des linear hexacyclischen Aromaten Hexacen. Sein intensives Zitieren wissenschaftlicher Arbeiten aus Großbritannien, insbesondere vom Royal Cancer Hospital, London, vor allem während der dortigen Bombardierungen 1940/1941 werden von verschiedener Seite als versteckte Kritik am Nationalsozialismus verstanden.
1946 verließ er Deutschland und ließ sich in Glasgow nieder. Von 1953 bis 1972 war er Hochschullehrer an der dortigen Universität. Er wurde Begründer und Gestalter der modernen polyzyklisch-aromatischen Chemie.
1965 erhielt er die August-Kekulé-Medaille der Chemischen Gesellschaft der DDR.  Postum wurde ihm am 24. September 1987 der erste „Polycyclic Aromatic Hydrocarbon Research Award“ verliehen.

## Schriften
- Synthesen von Kohlenwasserstoffen mit mehreren kondensierten Benzolkernen. (Dissertation, 1927)
- Aromatische Kohlenwasserstoffe. Polycyclische Systeme. (1941)
- Polycyclic hydrocarbons. (1964)